# Günther Nickel
Günther Nickel (ur. 24 marca 1946 w Monachium) – niemiecki lekkoatleta, płotkarz i sprinter, halowy mistrz Europy z 1970, także bobsleista. W czasie swojej kariery reprezentował Republikę Federalną Niemiec.

## Przebieg kariery
Zdobył srebrny medal w biegu na 50 metrów przez płotki na europejskich igrzyskach halowych w 1968 w Madrycie, przegrywając jedynie z Eddym Ottozem z Włoch, a wyprzedzając Milana Kotíka z Czechosłowacji. Na kolejnych europejskich igrzyskach halowych w 1969 w Belgradzie zajął w tej konkurencji 6. miejsce. Na mistrzostwach Europy w 1969 w Atenach startował tylko w sztafecie 4 × 100 metrów, która w składzie: Manfred Knickenberg, Gerhard Wucherer, Volker Stöckel i Nickel zajęła w finale 6. miejsce. Reprezentacja RFN zbojkotowała starty w konkurencjach indywidualnych w proteście przeciwko niedopuszczeniu do udziału w mistrzostwach Jürgena Maya, który był uciekinierem z NRD, którą poprzednio reprezentował.
Nickel zwyciężył w biegu na 60 metrów przez płotki na halowych mistrzostwach Europy w 1970 w Wiedniu, wyprzedzając Franka Siebecka z NRD i Guya Druta z Francji. Na następnych halowych mistrzostwach Europy w 1971 w Sofii zajął 4. miejsce na tym dystansie. Odpadł w półfinale biegu na 110 metrów przez płotki na mistrzostwach Europy w 1971 w Helsinkach i na igrzyskach olimpijskich w 1972 w Monachium. Na halowych mistrzostwach Europy w 1973 w Rotterdamie odpadł w półfinale biegu na 60 metrów przez płotki, a na halowych mistrzostwach Europy w 1974 w Göteborgu w eliminacjach tej konkurencji.
Był również srebrnym medalistą letniej uniwersjady w 1970 w Turynie, przegrywając jedynie z Davidem Hemerym z Wielkiej Brytanii, a wyprzedzając Sergio Lianiego z Włoch.
Nickel był mistrzem RFN w biegu na 100 metrów i w sztafecie 4 × 100 metrów w 1970 oraz w biegu na 110 metrów przez płotki w 1969, 1970 i 1972, a także wicemistrzem w tej konkurencji w 1971 oraz brązowym medalistą w 1967, 1968 i 1975. Był również mistrzem RFN w hali w biegu na 60 metrów przez płotki w 1968 i 1975 oraz w biegu na 50 metrów przez płotki latach 1969–1971 oraz wicemistrzem na 50 metrów przez płotki w 1973.
Oprócz lekkoatletyki Nickel startował również w bobslejach. Wystąpił na mistrzostwach świata w 1974 w Sankt Moritz, gdzie zajął 5. miejsce w konkurencji czwórek.
Prawnik z wykształcenia, prowadzi agencję nieruchomości w Kolonii. Jego żona Ursula Schalück-Nickel była płotkarką, a potem zajęła się tworzeniem rzeźb w brązie.